# Буштенарі
Буштенарі (рум. Buștenari) — село у повіті Прахова в Румунії. Входить до складу комуни Телега.
Село розташоване на відстані 80 км на північ від Бухареста, 27 км на північний захід від Плоєшті, 59 км на південь від Брашова.

## Населення
За даними перепису населення 2002 року у селі проживали 734 особи. Усі жителі села рідною мовою назвали румунську.
Національний склад населення села:
| Національність | Кількість осіб | Відсоток |
| -------------- | -------------- | -------- |
| румуни         | 727            | 99,0%    |
| цигани         | 7              | 1,0%     |